# معتقل تمارة السري
معتقل تمارة السري هو معتقل خارج نطاق القضاء ومنشأة إصلاحية في المغرب واقعة في الغابة على بعد 15 كيلومتر من العاصمة الرباط. يدير المعتقل مديرية مراقبة التراب الوطني و التي هي جهاز استخبارات محلى عرف في ما سبق وحتى اليوم باختراقاته المستمرة لحقوق الإنسان، إضافة إلى الاستمرار في اعتقال، حبس والتحقيق مع الأشخاص المتهمين بتهم متعلقة بالإرهاب خارج نطاق القضاء المحلي.

## التاريخ
كان أول معتقل شخص يسمى محمد مصدق بن خضراء والذي احتجز في عام 1985، وأمضى فيهِ ثماني سنوات خارج نطاق القضاء من غير محاكمة. ثم افرج عنهُ في عام 1993، ولقد كتب كتابا بعنوان «تازمارا 234» وهو عبارة عن نحت لكلمتي تمارة وتازمامرت (سجن آخر سيء السمعة ورمز للقمع الذي كان قائما خلال سنوات الرصاص).

خريطة توضح ما يسمى برحلات "التسليم" الغير قانونية لوكالة الاستخبارات الأمريكية

## موقع أسود لوكالة الاستخبارات الأمريكية
في تقرير صادر في أغسطس/آب من 2010 عن أسوشيتد برس صرح عدد من المسؤلين الأمريكيين الحاليين والمتقاعدين أن لدى الحكومة الأمريكية تسجيلات صوتية ومرئية لرمزي بن الشيبة، أحد المسؤولين عن هجمات الحادي عشر من سبتمبر، أثناء استجوابه في أحد السجون السرية في المغرب. أيضا يضيف التقرير الصادر على لسان المسؤولين الأمريكيين أن السجن يديره مغاربة بتموين من وكالة الاستخبارات الأمريكية والتي في عام 2002 سلمت بن الشيبة إلى السلطات المغربية حيث أمضى خمس شهور هناك.
لا تزال المغرب ترفض الاعتراف بوجود المعتقل رغم إدعاءات محمد بنيام و الذي كان معتقل سابق في غوانتنامو. وقد اعتمدت وكالة الاستخبارات الأمريكية على المغرب كوكيل سري خلال فترة ما بعد الحادي عشر من سبتمبر.

## تعذيب المعتقلين
لا يعتبر أعضاء مديرية مراقبة التراب الوطني جزء من الشرطة القضائية ولذلك ليس لهم صلاحية اعتقال وحجز المشتبه بهم. كثيرا ما يتم الإخبار عن أنماط متعددة للتعذيب والتي تشمل الضرب، تعليق الجسد في أوضاع ملتوية، التهديد بالاغتصاب أو أشكال أخرى من الانتهاك الجنسي بحق أقرباء المعتقلين من الإناث. إضافة إلى بعض الطرائق الأخرى للتعذيب المتضمنة إدخال أجسام كالقوارير في فتحة الشرج، والحرمان من النوم، والحرق بالسجائر واستخدام الأقطاب الكهربائية الحية على جسد الضحية. ولقد استنكرت العديد من المؤسسات غير الحكومية كمنظمة العفو الدولية وهيومن رايتس ووتش طرق التعذيب في المنشأة.